# موسى بيهي عبدي
موسى بيحي عبدي (من مواليد 1948 في هرجيسا، أرض الصومال البريطانية، تسمى اليوم أرض صوماليلاند) هو سياسي وضابط عسكري سابق والرئيس الخامس والحالي لدولة صوماليلاند غير المُعترف بها من قبل الأمم المتحدة. تولى الرئاسة في 13 ديسمبر 2017.
عمل في السبعينيات كطيار في القوات الجوية الصومالية تحت إدارة سياد بري. وفي عام 2010، عين رئيسًا لحزب التضامن الحاكم في صوماليلاند. في نوفمبر 2015، تم اختياره كمرشح رئاسي للحزب في المؤتمر السنوي الخامس للجنة المركزية.
في 21 نوفمبر 2017، أُعلن فوز موسى بيهي في الانتخابات الرئاسية لعام 2017. وأصبح رسميًا رئيسًا لصوماليلاند في 13 ديسمبر 2017.

## حياته
ولد موسى بيهي في ضواحي هرجيسا عام 1948، التي كانت آنذاك جزءًا من محمية أرض الصومال البريطانية. التحق بمدرسة عامود الثانوية وتخرج منها عام 1970.

## الخدمة العسكرية
انضم إلى القوات الجوية الصومالية في عام 1970 وتدرب ليكون ضابطًا في الاتحاد السوفيتي حتى عام 1973، حيث تخرج بدرجة البكالوريوس من أكاديمية الطيارين في دوشانبي، طاجيكستان. وبعد الانتهاء من التدريب، تمركز في القواعد الجوية في بلدوغلي في بيدوا، وفي القاعدة الرئيسية للقوات الجوية في مقديشو.